# Vittorio Caprioli
Vittorio Caprioli (* 15. August 1921 in Neapel; † 2. Oktober 1989 ebenda) war ein italienischer Schauspieler und Filmregisseur.

## Leben
Caprioli erhielt seine Ausbildung an der Accademia nazionale d’arte drammatica, wo er 1941 diplomierte und debütierte im Jahr darauf als Theaterschauspieler in der Truppe um Laura Carli und Corrado Racca. 1948 wechselte er ans Piccolo Teatro di Milano, wo er auch unter Giorgio Strehler spielte; er trat neben Vittorio De Sica, Nino Besozzi, Vivi Gioi und Sergio Tofano auf. Seit 1945 hatte er auch schon für diverse Programme der RAI gearbeitet.
1950 gründete er mit Franca Valeri und Alberto Bonucci das Teatro dei Gobbi, mit dem er in den 1950er Jahren bei Kritikern und Publikum durch unkonventionelle Inszenierungen und innovative Stücke Erfolge landen konnte. Ende der 1950er Jahre gelang ihm auch der Durchbruch als Filmschauspieler, meist in komischen Rollen, nachdem er schon vorher hin und wieder Rollenangebote angenommen hatte. In den 1960er und 1970er Jahren vernachlässigte er das Theater immer mehr zugunsten seiner Kinokarriere, wobei er gelegentlich auch selbst die Regie übernahm. In den 1980er Jahren kehrte er nach einer nicht wählerischen umfangreichen Filmografie wieder häufiger auf die Bühne zurück und spielte in La bottega del caffè, I ragazzi di tutti und seinem größten Erfolg, Sechs Personen suchen einen Autor. Weiterhin war er häufig in Radiosendungen zu hören; auch Fernseharbeiten blieben nicht aus.
Caprioli war bis 1974 mit Schauspielkollegin Franca Valeri verheiratet.

## Filmografie (Auswahl)
- 1960: Zazie (Zazie dans le métro)
- 1960: Adieu Philippine
- 1963: I giorni contati
- 1964: Helle Stimmen (Le voci bianche)
- 1967: Garantiert Jungfrau (Assicurasi vergine)
- 1968: Wenn die Liebe lockt (Scusi, facciamo l’amore?) (Regie einer Episode)
- 1971: Als die Frauen das Bett erfanden (Quando gli uomini armarono la clava e… con le donne)
- 1971: Großer, laß die Fetzen fliegen (Er più: storia d’amore e di coltello)
- 1971: Das Pferd kam ohne Socken (Ettore lo fusto)
- 1972: Alles in Butter (Tout va bien)
- 1972: Poppea, die Hure von Rom – Messalina II (Poppea una prostituta al servizio dell’impero)
- 1972: Roma Bene – Liebe und Sex in Rom (Roma bene)
- 1973: Le Magnifique – ich bin der Größte (Le Magnifique)
- 1974: Der lange Blonde mit den roten Haaren (La moutarde me monte au nez)
- 1975: Auge um Auge (La città sconvolta: caccia spietata ai rapitori)
- 1975: Die Bumsköpfe (L’insegnante)
- 1975: Catherine & Co. (Cathérine & Cie.)
- 1975: Der Messias (Il Messia)
- 1976: Ab morgen sind wir reich und ehrlich
- 1976: Brust oder Keule (L’Aile ou la Cuisse)
- 1976: Das Hotel der heißen Teens (L’affitacamere)
- 1977: Messalina – Kaiserin und Hure (Messalina, Messalina)
- 1978: Oben ohne, unten Jeans (Avere vent'anni)
- 1980: Der Regenschirmmörder (Le coup du parapluie)
- 1981: Die Tragödie eines lächerlichen Mannes (La tragedia di un uomo ridicolo)
- 1984: Cinderella ’80 (Cenerentola ’80)
- 1984: Ein Skandal in besten Kreisen (Uno scandolo perbene)
- 1987: Die italienische Affäre (Capriccio)
- 1990: Kein Mann für die Liebe (Il male oscuro)